# Compsibidion quadrisignatum
Compsibidion quadrisignatum là một loài bọ cánh cứng trong họ Cerambycidae.